# Burgwall im Elbholz

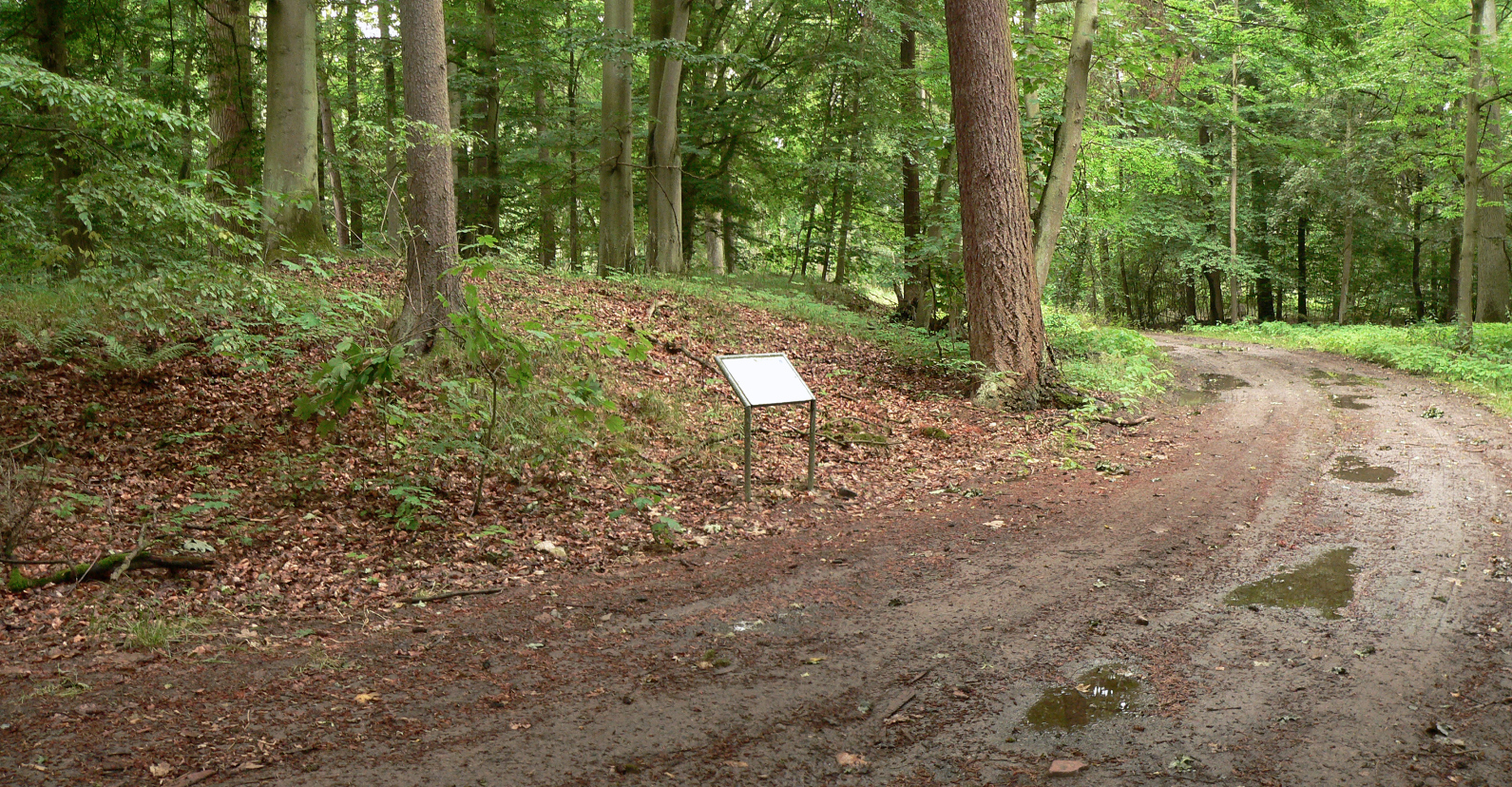
Burgwall im Elbholz mit Infotafel

Der Burgwall im Elbholz ist ein kleiner slawischer Burgwall nordöstlich von Gartow in Niedersachsen. Die in einem Waldstück in der Nähe der Elbe liegende  Ringwallanlage ist weitgehend erhalten.
Der Burgwall befindet sich im etwa 300 Jahre alten Auwald Elbholz in der Nähe einiger Fischerkaten. Bereits auf einer Karte vom Jahre 1695 ist die Anlage mit der Bezeichnung die Burgk eingezeichnet. Der Wall ist heute 15 Meter breit sowie 2 Meter hoch und bildet eine kreisrunde Anlage mit einem Durchmesser von 45 Metern. Früher maß der Wall an der Sohle etwa 7 Meter und war schätzungsweise bis zu 5 Meter hoch. Er bestand aus einer mit Erdreich gefüllten Holzkastenkonstruktion. Vorgelagert war ein 2 Meter tiefer und etwa 10 Meter breiter Graben, der heute vollständig verfüllt ist. In ihm befinden sich mächtige Sandablagerungen, die auch im Umfeld des Burgwalls, aber nicht im Inneren, vorhanden sind. Dies lässt auf eine Umspülung durch Hochwasserereignisse schließen.
Erste archäologische Untersuchungen führten der Prähistoriker Carl Schuchhardt im Jahr 1915 durch Vermessungen sowie der Heimatforscher Alfred Pudelko 1958 mit Ausgrabungen durch. Jüngere Grabungen erfolgten durch Jens Schneeweiß in jährlichen Kampagnen in den Jahren 2005, 2006 und 2008. Sie ergaben, dass der Ringwall über nur eine Bauphase und eine kurze Nutzungszeit hatte. Er entstand etwa in der zweiten Hälfte des 9. Jahrhunderts und ist nach seiner Zerstörung durch einen Brand, Anfang des 10. Jahrhunderts, aufgegeben worden. Darauf deuten große Mengen an verkohlten Balken und rötlich gebrannter Lehm hin. Es ist möglich, dass dieses Ereignis im Zusammenhang mit der für die Slawen gegen König Heinrich I. verloren gegangenen Schlacht bei Lenzen („Lunkini“) im Jahr 929 steht. Die Verfüllung der Burggräben durch eine Überschwemmung fand noch im 10. Jh. statt. Für ein nur kurzes Bestehen des Burgwalls sprachen die geringen Siedlungsspuren und die wenigen Fundstücke im Inneren. Zu den Funden zählten neben Tierknochen hauptsächlich Siedlungskeramik vom Menkendorfer und Feldberger Typ. Ein besonderes Fundstück war ein Reitersporn aus spätkarolingischer Zeit. Dies deutet auf die Anwesenheit eines Angehörigen einer gehobenen sozialen Schicht.